# 脇野沢村
脇野沢村（わきのさわむら）は、かつて青森県下北郡にあった村。2005年（平成17年）3月14日にむつ市に編入され廃止された。

## 地理
下北半島の西南に位置し、陸奥湾に面している。北部を恐山山地を構成する山々が占め、南部は海岸線に沿って平野部が続く。西海岸部は断崖絶壁の海岸線が続き、下北半島国定公園に指定されている。
夏季はヤマセの影響により冷涼である。冬季は降雪が多く150cm近く積雪する豪雪地帯である。
タラ漁が盛んで「鱈の村」とも呼ばれた。1934年4月に大火があり、防火対策のため村内の道路が拡張されたが、村社八幡宮から役場前まで当時としては斬新なコンクリート舗装された道路が整備された。この道路はタラ漁により村の財源が豊富だったことから実現したもので、「鱈道路」と呼ばれた舗装道路は国道338号の一部になっている。
- 山: 人切山 (459 m)、ガンケ山 (304 m)、穴間山 (298 m)
- 河川: 脇野沢川、口広川

## 歴史
- 1889年（明治22年） - 脇野沢村、小沢村の合併により脇野沢村となる。
- 1961年（昭和36年）8月28日 - 砂利運搬トラックが水田に転落して児童および運転助手11人が死亡する事故。児童はトラックの荷台に便乗していたもの[2]。
- 2005年（平成17年）3月14日 - 下北郡川内町・大畑町とともにむつ市に編入。

## 行政
- 村長：山崎隆一（2002年から）
- 村議会：議員定数10名（無所属10名）

## 経済
主要産業は漁業、観光であった。

### 産業
- 観光：主とした観光資源として北限のニホンザル、鯛島等があげられる。

#### 漁業
主要海産物としてタラ他。古くは江戸時代に幕府への献上品とされていた。
- 脇野沢漁港
- 小沢漁港
- 九艘泊漁港

## 地域

### 所轄警察署
- むつ警察署脇野沢駐在所

### 所轄消防署
- 下北地域広域行政事務組合脇野沢消防分署

### 所轄郵便局
- 脇野沢郵便局

### 教育

#### 中学校
- 脇野沢村立脇野沢中学校

#### 小学校
- 脇野沢村立脇野沢小学校

### 金融機関
- 青森県信用組合脇野沢支店

## 交通

### 鉄道
村内を鉄道路線は通っていない。最寄り駅は、JR東日本大湊線大湊駅。

### 路線バス
- JRバス東北下北線
- 脇野沢交通

### 道路
- 一般国道：国道338号（冬季不通区間あり）
- 一般県道：青森県道175号九艘泊脇野沢線

### 船舶
- シィライン（離島航路）:青森港 - 脇野沢港 － （牛滝港 - 福浦港 - 佐井港）
- 下北汽船（フェリー航路）:蟹田港 - 脇野沢港

その他観光遊覧船航路が存在した。

## 名所・旧跡・観光スポット・祭事・催事
- 下北半島国定公園：村内の西海岸部の一部
- 北限のニホンザル：天然記念物
- ニホンカモシカ：特別天然記念物
- 愛宕山公園：陸奥湾を一望可能。
- 愛宕山海水浴場
- 鯛島
- 七引園地：体験学習施設の「鱈の里」、ニホンザルを野生に近い状態にて飼育している「野猿公苑」など。
- 貝崎園地
- わきのさわ朝市真冬の鱈まつり
- 八幡宮大祭 - 脇野沢の夏まつり
- わきのさわ・かさまいまつり